# Świat Gier Komputerowych
Świat Gier Komputerowych (tạm dịch: Thế giới trò chơi máy tính) là một tạp chí trò chơi điện tử Ba Lan. Số đầu tiên của tạp chí phát hành vào ngày 14 tháng 12 năm 1992 dưới dạng chuyên mục bổ sung của tạp chí Amiga Amigowiec. Nhóm biên tập thường trực gồm khoảng 15 người. Tổng biên tập đầu tiên là Mirosław Domosud, sau đó Piotr Pieńkowski là người kế nhiệm. Piotr Pieńkowski giữ chức vụ này cho đến khi tờ báo ngừng phát hành. Tháng 2 năm 1997,  tạp chí ra mắt số báo thứ 50 và tháng 4 năm 2001 là số báo thứ 100.
Tạp chí chủ yếu dành cho những người chơi nhiều tuổi, được viết theo phong cách trang trọng hơn so với các tờ tạp chí về trò chơi điện từ như Top Secret và CD-Action. Tạp chí kỷ niệm 10 năm thành lập vào tháng 2 năm 2003, và cũng là tạp chí duy nhất trên thị trường Ba Lan đạt được cột mốc này. Số cuối cùng của tạp chí xuất bản vào tháng 7 năm 2003. Quyết định dừng xuất bản tạp chí là do doanh số bán tạp chí không đạt yêu cầu, khoảng 50.000 bản mỗi tháng. Sau khi giải thể, đã có nỗ lực nhằm hồi sinh tờ báo này mang tên Nowy Świat Gier Komputerowych, tuy nhiên chỉ kéo dài trong hai tháng.